# Національна персоніфікація
Національна персоніфікація — уособлення нації, представлене у вигляді алегоричного образу, персонажа, карикатури тощо. Зазвичай, наділяється характерними рисами нації, яку персоніфікує.

## Список
| Країна          | Персоніфікація                                    | Зооморфна                                |
| --------------- | ------------------------------------------------- | ---------------------------------------- |
| Албанія         | Мати-Албанія                                      | двоголовий орел                          |
| Аргентина       | Алегорія Республіки                               |                                          |
| Вірменія        | Мати-Вірменія                                     |                                          |
| Австрія         |                                                   | двоголовий орел, журавель                |
| Австралія       | Хлопчик з Менлі                                   | боксуюче кенгуру                         |
| Бразилія        | Фігура Республіки, Христос-Спаситель, Бандейранти |                                          |
| Болгарія        | Вільна Болгарія                                   | лев                                      |
| Канада          | Мати-Канада, Джонні Канук                         |                                          |
| КНР             |                                                   | китайський дракон                        |
| Данія           | Ож'є Данець                                       |                                          |
| Іспанія         | Алегорія Іспанії                                  | леонський лев, осборнський бик, індик    |
| Філіппіни       | Хуан дела Крус                                    |                                          |
| Фінляндія       | Діва Фінляндія                                    | мурахи                                   |
| Франція         | Маріанна                                          | галльський півень, собака                |
| Німеччина       | Германія                                          | орел, лис                                |
| Греція          | Еллада, Афіна                                     | Сова Афіни, фенікс                       |
| Ірландія        | Ібернія, Еріу, святий Патрик                      |                                          |
| Індія           | Бхарат-Мата                                       | азійський лев                            |
| Індонезія       | Ібу Пертіві                                       |                                          |
| Ісландія        | Повелителька гори                                 |                                          |
| Італія          | Італія турріта                                    | римський орел, мавпа                     |
| Японія          | Аматерасу                                         |                                          |
| Південна Корея  | Янбан                                             |                                          |
| Молдова         | Роман і Влахата                                   |                                          |
| Мексика         | Аделіта                                           | орел зі змієм                            |
| Нова Зеландія   | Зеландія                                          | Ківі (птах)                              |
| Норвегія        | Ола Нордманн                                      | лев                                      |
| Нідерланди      | Нідерландська діва                                |                                          |
| Польща          | Лех, Полонія                                      | білий орел, баран                        |
| Португалія      | Луз, Фігура Республіки, Зе Повінью                | дракон, кріт                             |
| Велика Британія | Британія, Джон Булль                              | лев                                      |
| Росія           | Росія-мати                                        | двоголовий орел, Російський ведмідь, цап |
| Румунія         | Роман і Влахата, Сучасна Румунія                  |                                          |
| Чехія           | Чех, Швейк                                        | двохвостий лев                           |
| Чилі            | Уасо                                              |                                          |
| Швеція          | Мати Свеа                                         | лев, вовк                                |
| Швейцарія       | Гельвеція                                         | черв'як                                  |
| Україна         | Ненька-Україна, Козак Мамай                       | руський лев                              |
| СРСР            | Батьківщина-Мати                                  | Російський ведмідь                       |
| США             | Дядько Сем                                        | орел                                     |
| Мальта          | Меліта                                            |                                          |

## Галерея

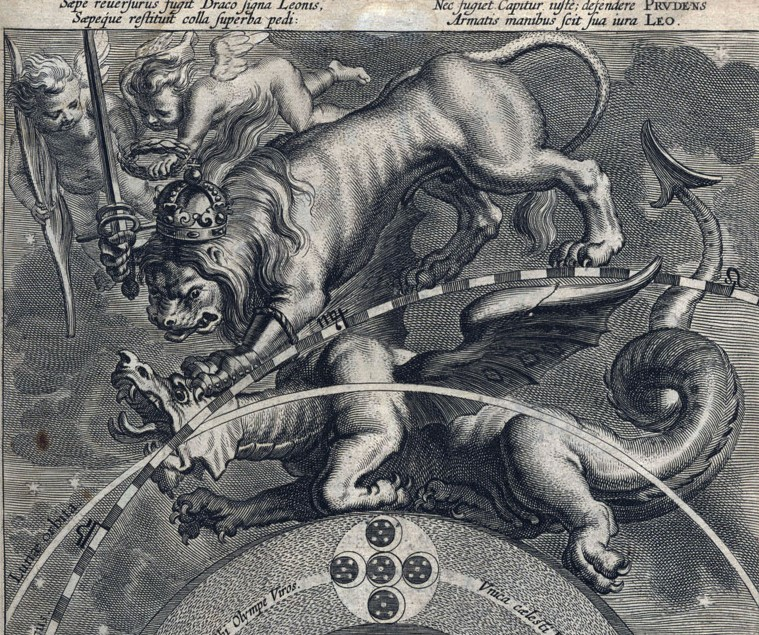
Іспанський лев бореться з португальським драконом
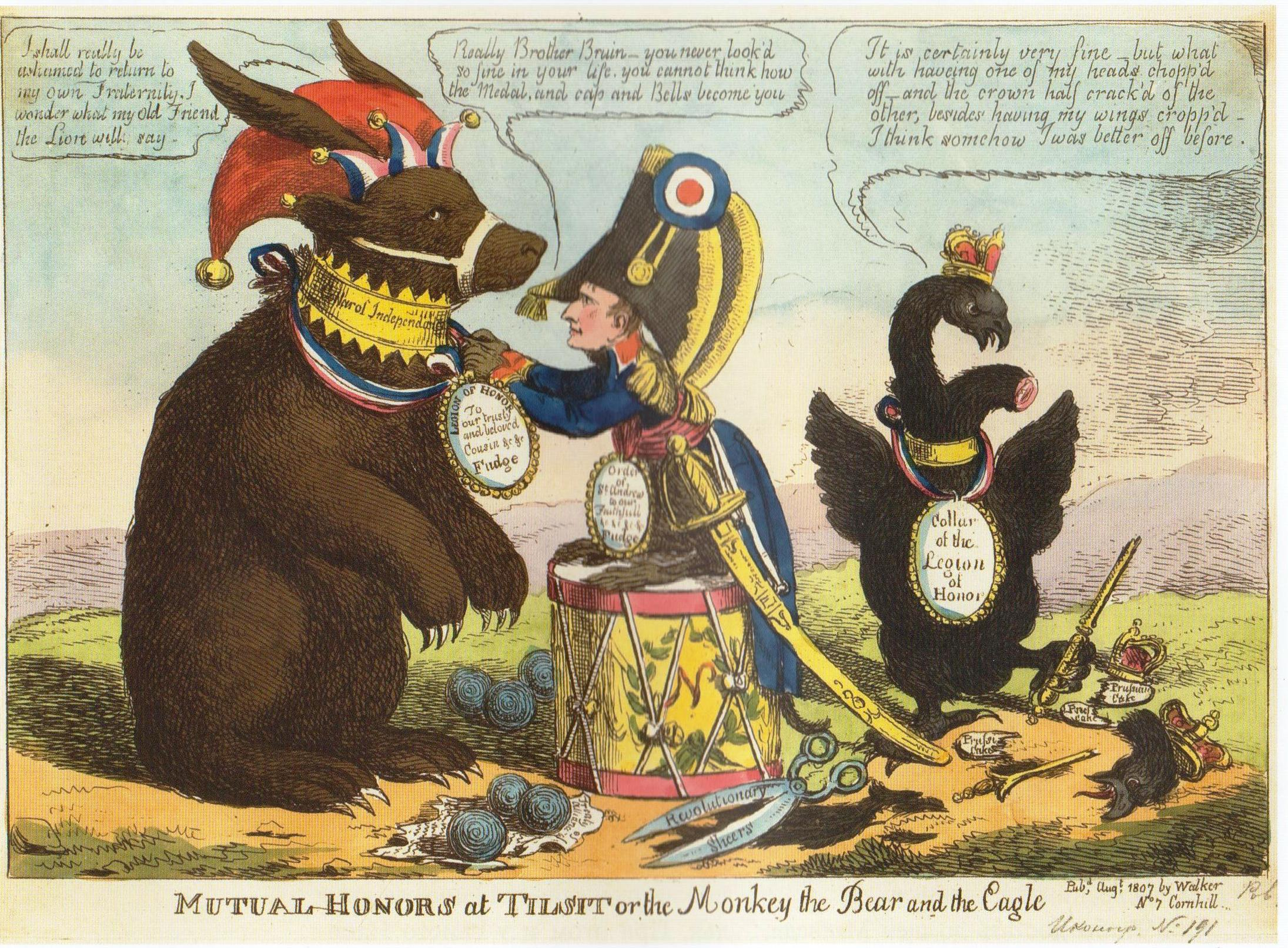
Наполеон перемагає Росію й Австрію
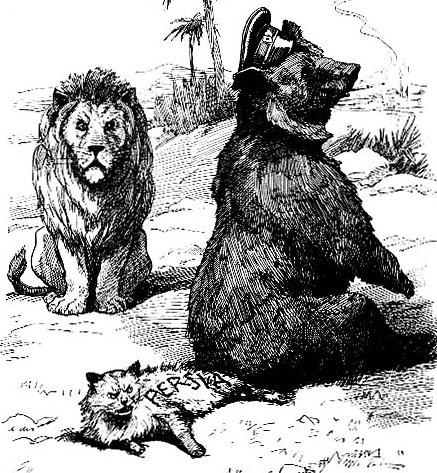
Англія і Росія в Персії
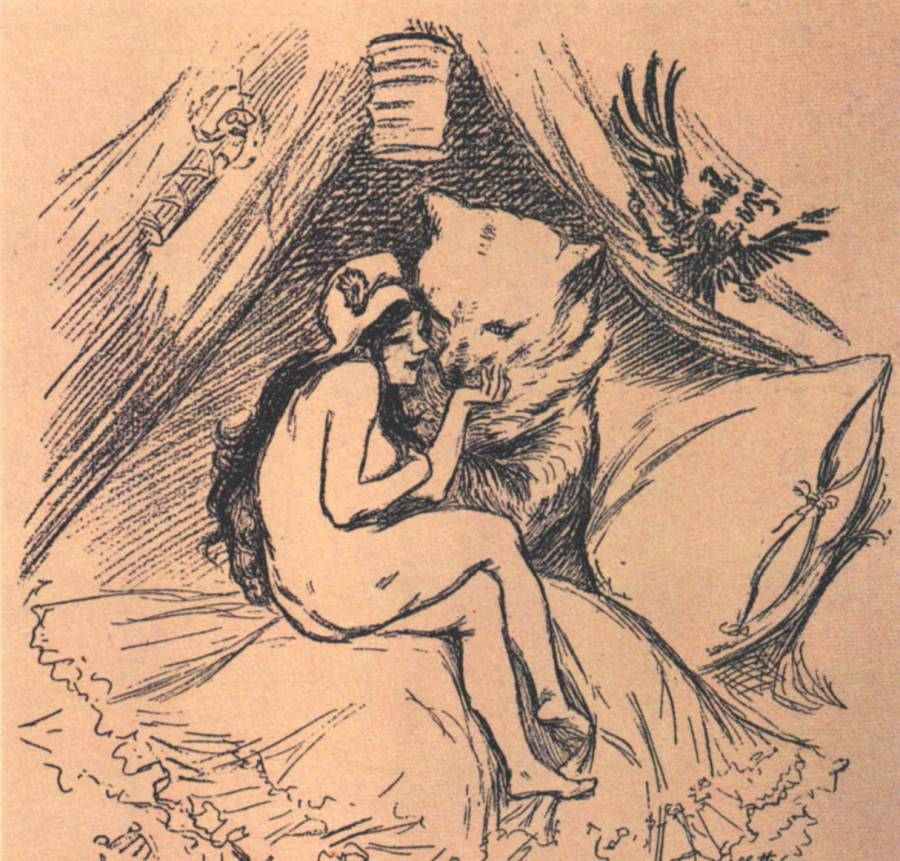
Франція в обіймах Росії

## В літературі
- Карикатурні національні персоніфікації початку ХІХ ст. подає «Енеїда» Котляревського (IV:11-14)[1].

| Лях цвенькати уже не буде, Загубить чуйку і жупан І „не позвалям“ там забуде, А заблеє так, як баран. Москаль — бодай би не козою Замекекав із бородою; А Прус хвостом не завиляв, Як, знаєш, лис хвостом виляв, Як дуже Дойда налягає, І як Чухрай угонку дав. |  |  | Цесарці ходять журавлями, Цирцеї служать за гусар І в острові тім сторожами; Італіянець же — маляр Ісквапніший на всякі штуки, Співак, танцюра на всі руки, Уміє і чижів ловить, — Цей переряжен в обезяну, Ошийник носить із сапяну І осужен людей смішить.. |  |  | Французи ж давнії сіпаки, Головорізи-різники, — Ці перевернуті в собаки, Чужі щоб гризли маслаки. Вони і на владику лають, За горло всякого хватають, Гризуться і проміж себе: У них хто хитрий, то і старший, І знай всім наминає парші, Чуприну всякому скубе. |  |  | Повзуть Швейцарці черв'яками, Голландці квакають в багні, Чухонці лазять мурав'ями, Пізнаєш Жида там в свині. Индиком ходить там Гишпанець, Кротом же лазить Португалець, Звіркує Шведин вовком там; Датчанин добре жеребцює, Ведмедем Турчин там танцює, — Побачите, що буде нам!... |